# Verbandsgemeinde Obere Kyll

Lage der Verbandsgemeinde im Landkreis Vulkaneifel

Die Verbandsgemeinde Obere Kyll [kʰil] war eine Gebietskörperschaft im Landkreis Vulkaneifel in Rheinland-Pfalz. Der Verbandsgemeinde gehörten 14 eigenständige Ortsgemeinden an, der Verwaltungssitz war in der Ortsgemeinde Jünkerath.
Zum 1. Januar 2019 fusionierten die Verbandsgemeinden Gerolstein, Hillesheim und Obere Kyll zur neuen Verbandsgemeinde Gerolstein.

## Verbandsangehörige Gemeinden
| Ortsgemeinde                | Fläche (km²) | Einwohner |
| --------------------------- | ------------ | --------- |
| Birgel                      | 6,52         | 444       |
| Esch                        | 10,17        | 409       |
| Feusdorf                    | 4,42         | 497       |
| Gönnersdorf                 | 5,17         | 474       |
| Hallschlag                  | 12,74        | 471       |
| Jünkerath                   | 10,09        | 1.813     |
| Kerschenbach                | 6,92         | 200       |
| Lissendorf                  | 10,37        | 1.116     |
| Ormont                      | 12,44        | 361       |
| Reuth                       | 7,15         | 170       |
| Scheid                      | 5,49         | 124       |
| Schüller                    | 4,36         | 305       |
| Stadtkyll                   | 20,78        | 1.522     |
| Steffeln                    | 20,92        | 642       |
| Verbandsgemeinde Obere Kyll | 137,55       | 8.548     |

(Einwohner am 31. Dezember 2017)

## Bevölkerungsentwicklung
Die Entwicklung der Einwohnerzahl bezogen auf das Gebiet der Verbandsgemeinde Obere Kyll zum Zeitpunkt der Auflösung; die Werte von 1871 bis 1987 beruhen auf Volkszählungen:
| Jahr | Einwohner |
| 1815 | 2.935     |
| 1835 | 4.173     |
| 1871 | 4.977     |
| 1905 | 5.986     |
| 1939 | 8.240     |
| 1950 | 7.531     |

| Jahr | Einwohner |
| 1961 | 7.857     |
| 1970 | 8.157     |
| 1987 | 7.941     |
| 1997 | 9.111     |
| 2005 | 9.083     |
| 2017 | 8.548     |

## Politik

### Verbandsgemeinderat
Der Verbandsgemeinderat Obere Kyll bestand aus 24 ehrenamtlichen Ratsmitgliedern, die bei der Kommunalwahl am 25. Mai 2014 in einer personalisierten Verhältniswahl gewählt wurden, und dem hauptamtlichen Bürgermeister als Vorsitzenden. Nach dem Ende der Amtszeit von Diane Schmitz zum 31. Dezember 2017 als Bürgermeisterin lag die Leitung der Verbandsgemeindeverwaltung zunächst in Händen der 1. Beigeordneten Melitta Gray (FWG), bevor sie mit Beschluss des Verbandsgemeinderats vom 25. Januar 2018 für den Zeitraum vom 1. Februar bis zur Auflösung der Verbandsgemeinde zum 31. Dezember 2018 Arno Fasen als „beauftragten Person in der Funktion des Bürgermeisters“ übertragen wurde.
Die Sitzverteilung im Verbandsgemeinderat:
| Wahl | SPD | CDU | GRÜNE | FWG | BL | Gesamt   |
| ---- | --- | --- | ----- | --- | -- | -------- |
| 2014 | 5   | 11  | –     | 7   | 1  | 24 Sitze |
| 2009 | 6   | 10  | 1     | 7   | –  | 24 Sitze |
| 2004 | 5   | 13  | 1     | 5   | –  | 24 Sitze |
| 1999 | 7   | 13  | 1     | 3   | –  | 24 Sitze |

- FWG = Freie Wählergruppe Obere Kyll e.V.
- BL = Bürgerliste Bürgerwille

### Bürgermeister
- bis 2009: Werner Arenz (CDU)
- 2010 bis 2017: Diane Schmitz (CDU)

### Wappen
Blasonierung: „Innerhalb eines silbernen (weißen) Schildbordes; in Blau ein silberner (weißer) Wellenbalken, oben ein vierzackiger goldener (gelber) Stern, unten eine heraldische goldene (gelbe) Lilie.“
Die Farben Blau und Silber sind die Farben der Herrschaft Schleiden, auch die Lilie entstammt der Wappen der Schleidener (s. Jünkerath), zu dem das Gebiet früher gehörte. Der Wellenbalken symbolisiert die Kyll. Der Stern entstammt dem Wappen der Ortsgemeinde Stadtkyll. Der Schildbord ist in Rheinland-Pfalz ein häufiges Symbol von Wappen von Verbandsgemeinden.